# マザウェイズ・ジャパン
マザウェイズ・ジャパン株式会社（英文社名：motherways Co.,Ltd.）は、かつて日本国内において「マザウェイズ (motherways) 」ブランドで子供服などを販売していた企業。2019年7月16日、大阪地方裁判所から破産手続開始決定を受け、倒産した。

## 概要
1991年11月に会社設立、同時にイギリスのマザーケア社との間でmotherways製品の国内出店販売（日本総代理店）の合意に調印し、日本における「マザウェイズ (motherways) 」事業を開始した。
ベビー用品や子供服、子供向け雑貨など4000種類以上のアイテムを揃え、子育て世代に相応の知名度を獲得した。
2015年2月には、アウトレット商品を扱う店舗の運営を手掛ける子会社としてネイバーズ株式会社を設立した。
売上高は、2018年1月期が約83億5,600万円、2019年1月期が約83億円であった。

## 倒産の経緯
2013年以降の円安により上昇した輸入商品の仕入れ値を価格に転嫁せざるを得なくなったが、少子化やファストファッションの台頭により競争力を失い売上が減少、2016年1月期には大幅に業績が悪化した。
また新規出店などによる金融債務が増加したため、折り返し融資を受けるべく、2016年1月には粉飾決算に手を染めるに至った。それとともに2018年から資金調達に支障をきたすようになった。追い打ちをかけるように、2018年の暖冬による秋冬物の振り上げ不振も業績悪化に拍車をかけ、これが原因で2019年1月に再度粉飾決算に手を染めることになった。しかしながら、倒産直前まで新規出店は継続されていた。
マザウェイズ・ジャパンは2019年3月頃、M&A仲介業者を通じて支援スポンサー探しを開始したが、最終的に支援スポンサーを見つけることができなかった。通常なら不採算店舗を閉店し、事業縮小して立て直しを図るところであるが、同社は2019年には、不採算店舗の閉店に伴う費用（テナント物件の原状回復費用や中途解約違約金など）の負担にも耐えられない状態に陥っていた。
さらに、同年6月30日には借換期限が迫っており、業績回復が見込めないことなどから、マザウェイズ・ジャパンは事業の継続を断念。2019年6月30日、子会社であるネイバーズ、関連会社の株式会社根来とともに大阪地方裁判所へ破産を申請し、同年7月1日付で保全管理命令を受けた。
ある社員は「2019年に入ってから給与の未払いが続き、人件費の削減や配送体制の見直しなどを本社から通達されており、これが倒産の予兆だった」とコメントした。保全管理命令直後から、TwitterなどのSNSでは、ZOZO社長の前澤友作に対し「マザウェイズを買収してください」などの投稿があったほか、解雇された社員らが書き込んだとみられる投稿もあった。
保全管理命令後も店舗の運営は続けられたが、7月2日から開始された60％オフセールでは、要員不足によりレジでは2 - 3時間待ちの店舗もあり、また当初は使用不可であったクレジットカードは、7月2日のみ使用可能と本社から連絡が来るなど、現場に混乱が生じた。またSNSなどネット上では「ただ働き」と社員に同情する声が上がった。店舗の在庫はほとんどの店舗で完売し、7月4日までにほぼ全店舗が閉店した。
マザウェイズ・ジャパン、根来、ネイバーズの3社は、2019年7月16日に大阪地方裁判所から破産手続開始決定を受けた。マザウェイズ・ジャパンの破産管財人室がある弁護士法人淀屋橋・山上合同は、motherwaysブランドの譲渡について「未定である」とコメントした。
破産手続開始決定時点における在庫商品は、破産管財人がゴードン・ブラザーズ・ジャパンと契約した上で換価処分されることになった。競売、閉鎖店舗の一時再開、運営していた電子商取引サイトによって換価処分され、2019年11月までに在庫商品の換価処分が終了した。
根来が保有していた「マザウェイズ (motherways) 」の商標（第4467433号）は、2021年2月に破産管財人から、愛知県名古屋市に本社があるクロスプラスへ譲渡された（但し、クロスプラスは「マザウェイズ (motherways) 」ブランドの展開は行っていない）。根来が所有していた不動産も破産管財人によって処分され、マザウェイズ・ジャパンの登記上の本店があった大阪市中央区南久宝寺町1-5-7のビルは解体された他、根来本社が入居していた大阪市中央区北久宝寺町2-1-3に所在するビルも売却処分された後に、2020年3月にプロルート丸光の本社兼堺筋本町店が入居した。
ネイバーズは2020年7月28日に最終配当が完了し、同年9月8日に法人格が消滅した。根来も2021年6月に最終配当が完了し、同年9月24日に法人格が消滅した。マザウェイズ・ジャパンは2022年5月11日に法人格が消滅した。

## 店舗
2019年の経営破綻時点では、マザウェイズ・ジャパンは首都圏を中心に日本全国に94店舗、子会社のネイバーズはアウトレット店舗3店舗とマザウェイズ武蔵小山店をそれぞれ展開していた。
店舗の出店形態は、ショッピングセンターへのテナント出店が多く、イオンなどの郊外型ショッピングセンターにも多数出店していた。

### 過去に存在した店舗

#### 東北・北関東
宮城県
- 泉パークタウン タピオ店[14]
- ララガーデン長町店[14]
- イービーンズ仙台店 - 2012年3月16日開店[15]

栃木県
- 宇都宮インターパークスタジアム店[14] - 2012年9月28日開店[16]

群馬県
- スマーク伊勢崎店[14]
- けやきウォーク前橋店[14]

茨城県
- イオンタウン守谷店[14] - 2012年3月16日開店[17]
- イオンモール土浦店[14]
- イーアスつくば店[14]
- ひたちなかファッションクルーズ店[14]

#### 首都圏

##### 千葉県
- ららぽーとTOKYO-BAY店[14]
- モリシア津田沼店[14]
- 市川コルトンプラザ店[14]
- セブンパーク アリオ柏店[14]
- モラージュ柏店[14]
- イオンモール幕張新都心店[14]
- ユニモちはら台店[14] - 2011年10月7日開店[18]
- アクロスモール新鎌ヶ谷店[14]
- イオンモール八千代緑が丘店[14]
- ビビットスクエア南船橋店 - 2012年4月27日開店[19]
- ショッパーズプラザ新浦安店 - 2011年9月22日開店[20]
- ダイエー市川店

##### 埼玉県
- 浦和パルコ店[14]
- 大宮ステラタウン店[14]
- イオンタウン上里店[14]
- イオンモール浦和美園店[14]
- イオンモール与野店[14] - 2011年3月25日開店[21]
- イオンモール北戸田店[14]
- ララガーデン川口店[14]
- ららぽーと富士見店[14]
- 川越アトレマルヒロ店[14]
- モラージュ菖蒲店[14]
- イオンレイクタウンmori店[14] - 2011年9月16日開店[22]
- イオンレイクタウンkaze店

##### 東京都
東京23区
- 池袋サンシャインシティ店（アルパ1階）[14]
- アイテラス落合南長崎店[14]
- アトレ大森店[14] - 2011年9月16日開店[23]
- イオンスタイル品川シーサイド店[14]
- 武蔵小山店（武蔵小山駅前商店街パルム）[14]
- フレル・ウィズ自由が丘店[14] - 2011年5月26日開店[24]
- 二子玉川ライズ・SC店[14]
- 浅草ROX・3G店[14]
- アリオ葛西店[14]
- SUNAMO南砂町店[14]
- 光が丘IMA店[14]
- 荻窪タウンセブン店[14]
- 京王リトナード永福町店[14] - 2011年3月23日開店[25]
- 銀座数寄屋橋店（モザイク銀座阪急 地下1階） - 2011年4月8日開店[26]
- 代官山駒沢通り店（恵比寿アイマークゲート1階）- 2011年3月4日開店[27]
- 青山通り店
- アーバンドックららぽーと豊洲店
- サンストリート亀戸店

東京多摩
- コピス吉祥寺店[14]
- 調布パルコ店[14]
- ミーツ国分寺店[14]
- 田無アスタ店[14]
- クルネ東久留米店[14]
- 京王聖蹟桜ヶ丘ショッピングセンター店（B館4階）[14]
- クロスガーデン多摩店[14]
- ららぽーと立川立飛店[14]
- 町田東急ツインズ店（ウエスト館4階）[14]
- イオンモールむさし村山店[14]
- ミスターマックス町田多摩境ショッピングセンター店
- 町田モディ店
- イオンモール日の出店
- フレンテ南大沢新館店
- 若葉ケヤキモール店

##### 神奈川県
川崎市
- 島忠ホームズ川崎大師店[14]
- マルイファミリー溝口店[14]
- フレルさぎ沼店 - 2011年5月20日開店[28]
- 川崎ルフロン店

横浜市
- ノースポートモール港北店[14]
- ららぽーと横浜店[14]
- MARK IS みなとみらい店[14]
- トレッサ横浜店[14]
- 青葉台東急スクエア店[14]
- ミオカ リスト館上大岡店[14]
- 西武東戸塚店[14]
- 戸塚モディ店

その他
- アリオ橋本店[14]
- ニトリモール相模原店[14]
- イオン大和店[14] - 2011年5月27日開店[29]
- イオンモール座間店[14]
- 本厚木ミロード店[14]
- ららぽーと湘南平塚店[14]
- ミスターマックス湘南藤沢店（藤沢市）[14]
- 横須賀モアーズシティ店[14]
- 小田原ダイナシティ店[14]
- テラスモール湘南店 - 2011年11月11日開店[30]
- 相模大野ステーションスクエア店
- OSC湘南シティ店（平塚市）

#### 中部地方
長野県
- アリオ上田店[14]
- イオンモール松本店[14]

静岡県
- MARK IS 静岡店[14]
- イオンモール富士宮店[14] - 2011年3月10日開店[31]
- 浜松駅ビルメイワン店[14] - 2011年3月17日開店[32]
- 静岡パルコ店

三重県
- イオンモール鈴鹿店[14]
- イオンモール津南店[14]

岐阜県
- モレラ岐阜店[14] - 2012年9月13日開店[33]

愛知県
- イオンモール名古屋茶屋店[14]
- イオンモール常滑店[14]
- 名古屋パルコ店

#### 近畿地方
京都府
- 洛北店（カナート洛北1階）[14] - 2012年3月2日開店[34]
- 河原町三条店（京都市役所前駅より徒歩3分）[35]

奈良県
- イオンモール奈良登美ヶ丘店[14]
- ならファミリー店[14]

滋賀県
- イオンモール草津店[14]

大阪府
- なんばパークス店[14]
- イオンモール鶴見緑地店[14]
- イオンモール大阪ドームシティ店[14]
- イオンモール堺鉄砲町店[14]
- イオンモール茨木店[14]
- ららぽーと和泉店[14]
- くずはモール店[14]
- みのおキューズモール店[14] - 2012年10月19日開店[36]
- 住道オペラパーク店[37]
- 心斎橋店
- イオンモール寝屋川店
- ダイエー京橋店
- 江坂店（東急ライブプラザ ブーミン江坂3階）- 2012年10月14日閉店[38]

兵庫県
- あまがさきキューズモール店[14]
- ピオレ姫路店[14]
- ららぽーと甲子園店[14]

#### 中国・四国・九州
広島県
- ゆめタウン廿日市店[14]

愛媛県
- エミフルMASAKI店[14]
- イオン松山店 - 2018年9月24日閉店[39]

福岡県
- ゆめタウン博多店[14]
- MARK IS 福岡ももち店[14]